# Amanita sinicoflava
Amanita sinicoflava é um fungo que pertence ao gênero de cogumelos Amanita na ordem Agaricales. Foi descrito cientificamente pela primeira vez em 1988 por Tulloss.